# Гаитяно-кубинские отношения
Гаитяно-кубинские отношения — двусторонние дипломатические отношения между Республикой Гаити и Кубой.

## История
В 1959 году страны разорвали дипломатические отношения во время правления президента Гаити Франсуа Дювалье, который принял такое решение в первую очередь из-за того, что Организация американских государств призвала государства-члены разорвать отношения с Кубой после окончания Кубинской революции и прихода к власти Фиделя Кастро. В 1977 году, несмотря на отсутствие официальных дипломатических отношений, страны подписали Договор между Кубой и Гаити о морской границе, устанавливающий официальную морскую границу в Наветренном проливе. В 1997 году президент Республики Гаити Жан-Бертран Аристид и лидер Кубы Фидель Кастро договорились восстановить дипломатические отношения, а в том же году в Порт-о-Пренсе было открыто посольство Кубы.

## Оказание помощи
В 1998 году после урагана «Жорж» Куба оказала жителям Республики Гаити медицинскую помощь, направив в эту страну врачей, преподавателей и предметы медицинского назначения. С 1998 года в Республику Гаити было отправлено более 3000 кубинских врачей, которые обучили 550 гаитийцев в латиноамериканской медицинской школе ЭЛАМ в Гаване, а в 2010 году 567 гаитийцев проходили обучение в ЭЛАМ. С 1998 по 2010 год кубинские врачи провели более 207 000 операций, восстановили зрение около 45 000 пациентам, осуществили 14,6 миллиона консультаций между врачом и пациентом, 100 000 логопедов, а акушеры приняли около 100 000 детей. После землетрясения на Гаити в 2010 году Куба была одной из первых стран, кто отправил медицинские бригады, которые оказали помощь сотням тысяч пациентов, и провели более 70 000 операций. Благодаря медицинской помощи Кубы было зарегистрировано изменение младенческой смертности и увеличение ожидаемой продолжительности жизни в Республики Гаити.

## Гаитийцы на Кубе
На Кубе насчитывается 300 000 гаитянских кубинцев, причем гаитянский креольский язык является вторым по распространенности в стране. Многие из них прибыли на Кубу в последние годы из-за стихийных бедствий на родине.

## Дипломатические представительства
- У Республики Гаити есть посольство в Гаване[5].
- Куба имеет посольство в Порт-о-Пренсе[6].